# San Roberto Bellarmino (Rom)

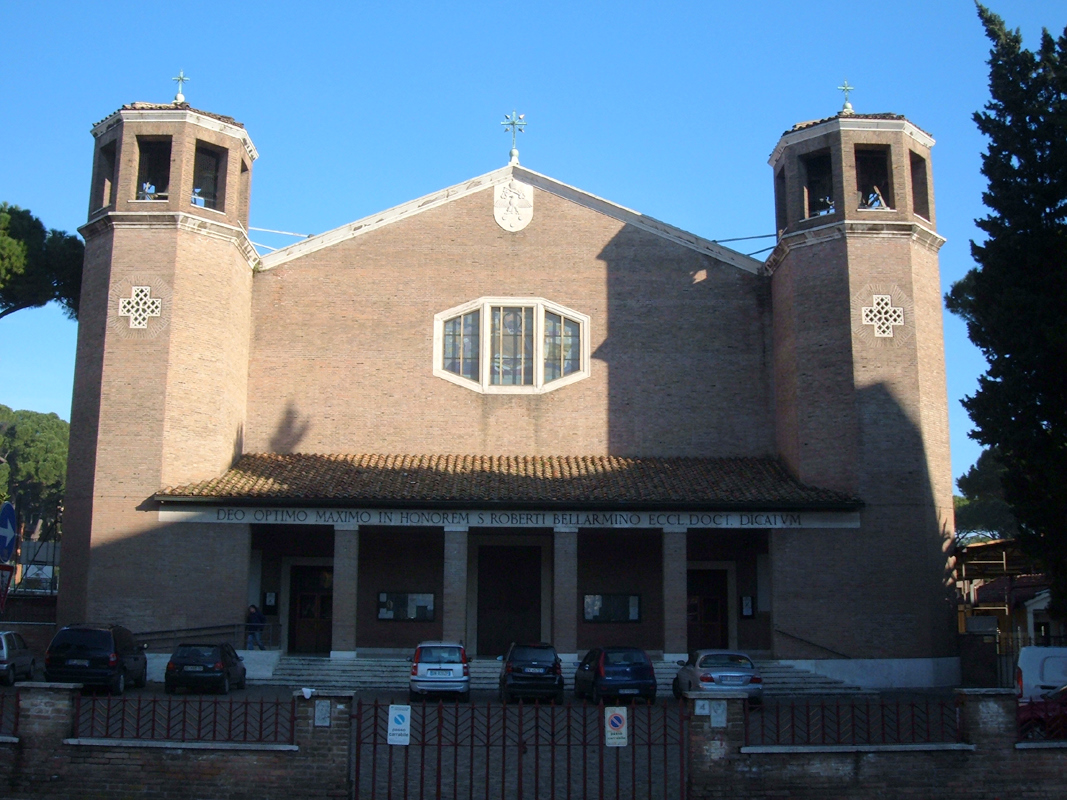
Frontseite der Kirche

Die Kirche San Roberto Bellarmino ist eine 1933 unter Papst Pius XI. errichtete römisch-katholische Pfarrkirche und Titelkirche in Rom im Stadtteil Parioli, die dem im 16./17. Jahrhundert lebenden Robert Bellarmin gewidmet ist. Dieser wurde 1930 heiliggesprochen und ein Jahr später mit dem Ehrentitel Kirchenlehrer gewürdigt. Die Kirche gehörte bis 2003 dem Jesuitenorden.

## Pfarrgemeinde
Zu Beginn der 1930er Jahre lebten rund 15.000 Gemeindemitglieder in der Pfarrgemeinde, die aus den Pfarrgemeinden Santa Teresa al Corso d’Italia und Santa Maria del Popolo herausgelöst wurden. Durch die Bildung weiterer Pfarrgemeinden ging die Zahl der Gemeindemitglieder zurück, sodass derzeit (2013) rund 11.000 Menschen der Gemeinde angehören.

## Bauwerk
Die Planung der Kirche in den Jahren 1931 bis 1933 oblag dem Architekten Clemente Busiri Vici. Der Bau der Kirche nahm über zwei Jahrzehnte in Anspruch, sodass die Kirche erst 1959 geweiht wurde. Der Hochaltar wurde gestiftet von Beniamino Gigli.
Die Kirche ist eingepasst in ein spitzes Grundstück zwischen der Viale Romania und der Via Panama, dessen südliches Ende ein kleiner Parkplatz bildet. Auf der Westseite der Kirche befindet sich eine Freiluftsportanlage, östlich stehen Pfarrhaus und weitere Nebengebäude, Die Hauptachse von Hauptschiff und Apsis verläuft von Süd-Südwesten nach Nord-Nordosten, das Querschiff mit jeweils einer Kapelle verläuft rechtwinklig dazu und endet jeweils in einem halben Oktogon. Die Kapelle rechts der Apsis, nach Osten, ist der Mutter Gottes geweiht und die gegenüberliegende Kapelle dem Herz Jesu.

## Orgel
Auf den beiden Sängertribünen befindet sich eine Orgel, die im Jahre 1934 von der Orgelbaufirma Tamburini erbaut wurde. Das Instrument hat 34 Register auf zwei Manualwerken und Pedal. Die Spiel- und Registertrakturen sind elektrisch.
| I Grand'Organo C-c4 |       |     |
| Principale          | 16′   |     |
| Principale forte    | 8′    |     |
| Principale dolce    | 8′    |     |
| Flauto              | 8′    |     |
| Dulciana            | 8′    |     |
| Ottava              | 4′    |     |
| Flauto              | 4′    |     |
| Decima II           | 2 ⁄3′ |     |
| Decima V            | 2′    |     |
| Ripieno VI          |       |     |
| Tromba              | 8′    |     |
| Tromba              | 4′    | (v) |
| Voce umana          | 8′    |     |

| II Schwellwerk C-c4 |       |     |
| Principalino        | 8′    | (v) |
| Bordone             | 8′    |     |
| Gamba               | 8′    |     |
| Fugara              | 4′    | (v) |
| Flauto armonico     | 4′    |     |
| Flauto in XII       | 2 ⁄3′ | (v) |
| Flautino            | 2′    |     |
| Violino             | 4′    | (v) |
| Ripieno III         |       | (v) |
| Oboe                | 8′    | (v) |
| Salicionale         | 8′    | (v) |
| Voce celeste        | 8′    |     |
| Tremolo             |       |     |
| Voci corali         | 8′    | (v) |
| Concerto viole      | 8′    | (v) |

| Pedale C-g1  |     |     |
| Contrabbasso | 16′ |     |
| Violone      | 16′ | (v) |
| Bordone      | 16′ |     |
| Basso        | 8′  |     |
| Bordone      | 8′  |     |
| Violoncello  | 8′  | (v) |
| Ottava       | 4′  |     |

- Anmerkung

(v) = Register vorbereitet

## Kardinalpriester
- Pablo Muñoz Vega SJ (28. April 1969 bis 3. Juni 1994)
- Augusto Vargas Alzamora SJ (26. November 1994 bis 4. September 2000)
- Jorge Mario Bergoglio SJ (21. Februar 2001 bis 13. März 2013 (Wahl zum Papst))
- Mario Aurelio Poli, seit 22. Februar 2014